# Шикачик гірський
Шика́чик гірський (Celebesica abbotti) — вид горобцеподібних птахів родини личинкоїдових (Campephagidae). Ендемік Індонезії. Вид названий на честь американського орнітолога Вільяма Луїса Аббота. Це єдиний представник монотипового роду Гірський шикачик (Celebesica).

## Таксономія
За результатами молекулярно-генетичного дослідження, опублікованими в 2010 році, гірського шикачика було переведено до відновленого роду Celebesica.

## Поширення і екологія
Гірські шикачики є ендеміками індонезійського острова Сулавесі. Вони живуть у вологих гірських тропічних лісах.